# Caudins
Les Caudins (Latin : Caudini) étaient une tribu samnite du Samnium qui vivait dans les montagnes entourant la Campanie et dans les vallées des rivières Isclero et Volturno. Leur capitale était Caudium, mais il semble certain que l'appellation ne se limitait pas aux citoyens de Caudium et de son territoire immédiat.

## Historique

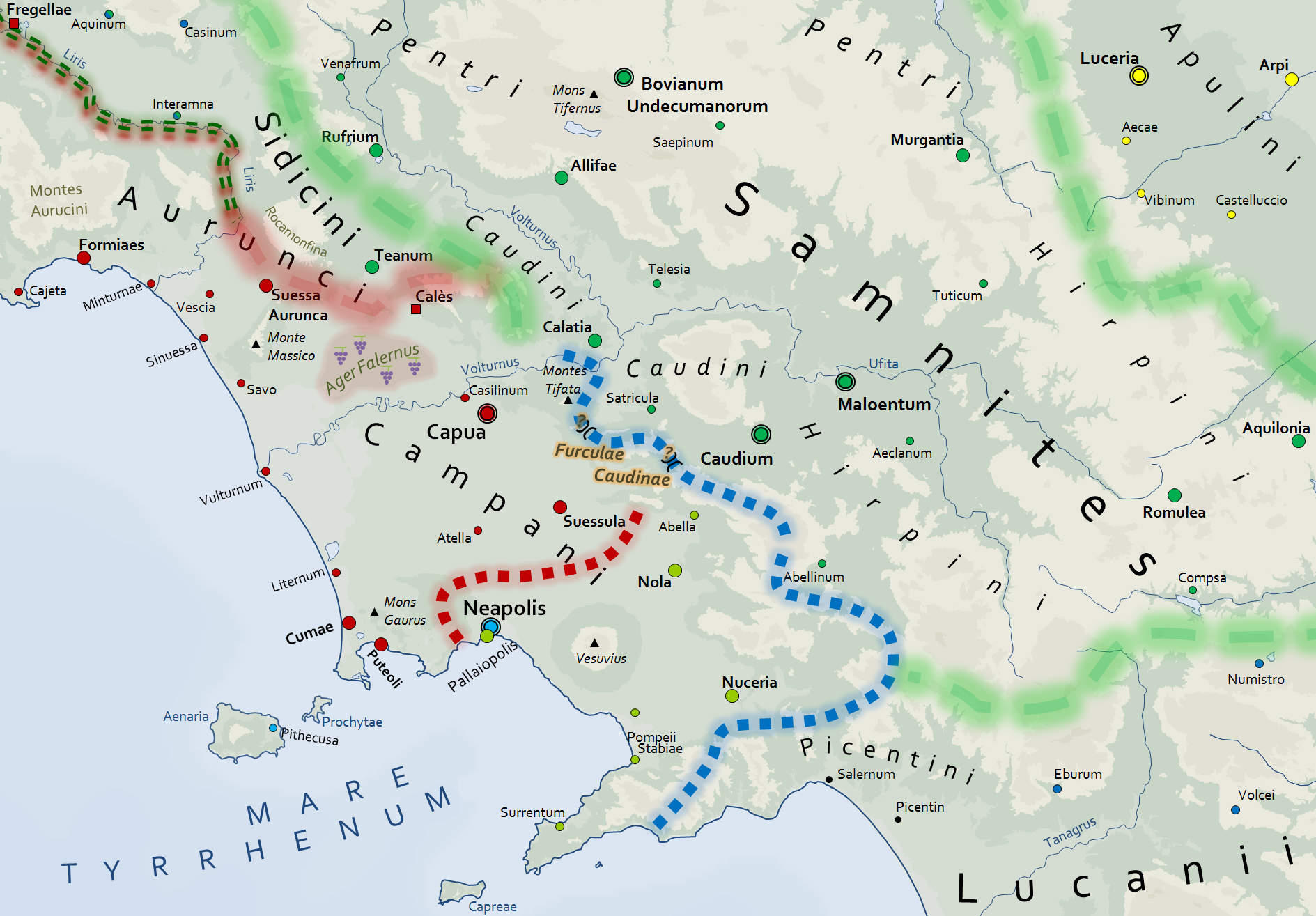
Bataille des Fourches Caudines.

Tite-Live parle des Caudins dans plus d'un passage comme d'une tribu ou d'un peuple, dans les mêmes termes qu'il utilise pour les Hirpins, et l'historien de la Rome antique Barthold Georg Niebuhr les a supposés être l'une des quatre tribus qui formaient la confédération samnite. Étant le plus occidental des groupes samnites, ils furent la tribu la plus profondément influencée par les Grecs qui colonisèrent la Campanie. Comme les Hirpins dont le territoire est proche de celui des Caudins, ils étaient décrits comme un peuple rustique, prospère grâce à une économie agraire principalement en tant que massari (agriculteurs paysans) et pecorari (bergers et bouviers). 
Les Caudins ne sont pas mentionnés comme une tribu distincte dans les récits des guerres samnites, probablement parce qu'ils étaient supposés faire partie intégrante des troupes samnites. Le territoire des Caudins fut le théâtre de nombreuses batailles. Velleius Paterculus indique que ce sont les Caudins avec lesquels la République romaine a scellé le traité de paix après leur défaite dans la bataille des Fourches Caudines (321 av. J.-C.). Dans ce même passage, Tite-Live parle de manière générique des Samnites, la tribu fut soumise par Lucius Cornelius Lentulus, dont la famille adopta par conséquent le nom de famille Caudinus.

## Territoire
Les limites exactes de leurs territoires sont inconnues. Le poète latin Grattius Faliscus a appelé le grand massif montagneux de Taburno Camposauro le Caudinus Taburnus, et il devait être le centre de son territoire. Elle bordait probablement les terres des Hirpins d'un côté et des Pentri de l'autre, tandis qu'à l'ouest elle bordait directement la Campanie. Le nom n'est reconnu par aucun géographe comme générique, et il semble être tombé en désuétude : lorsque Pline l'Ancien mentionne les Caudins, il se réfère uniquement aux citoyens de Caudius.
Les villes les plus connues des Caudins étaient Caudium (Montesarchio) et Saticula, Caiatia (Caiazzo), Trebula (Pontelatone) et Cubulteria (Dragoni) .